# Диеты Певзнера
Диеты Певзнера, или лечебные столы, — система диет, разработанная советским учёным М. И. Певзнером в 1920-х годах и применяемая при лечении ряда заболеваний. Данная система обеспечивает индивидуальность лечебного питания для людей с различными заболеваниями. Каждая диета называется столом и имеет свой номер. Некоторые диеты имеют несколько вариантов, которые обозначают буквами в номере основной диеты. Особую группу диет составляют нулевые (или хирургические) диеты, а также специальные разгрузочные диеты.
| Диета     | Показания |
| --------- | --- |
| Стол № 0  | Диета назначается после операций на органах пищеварения |
| Стол № 1  | Затихание обострения язвенной болезни, на протяжении 6—12 месяцев после обострения, а также при гастритах с повышенной кислотностью                                              |
| Стол № 1а | Обострения язвенной болезни, обострения хронического гастрита с повышенной кислотностью                                                                                          |
| Стол № 1б | Затихание обострения язвенной болезни и хронических гастритов с повышенной кислотностью                                                                                          |
| Стол № 2  | Хронические гастриты с пониженной кислотностью или при её отсутствии, хронические колиты (вне обострения)                                                                        |
| Стол № 3  | Атонические запоры |
| Стол № 4  | Острые заболевания кишечника и обострения в период продолжающегося поноса |
| Стол № 4а | Колиты с преобладанием процессов брожения |
| Стол № 4б | Хронические колиты в стадии затухающего обострения |
| Стол № 4в | Острые заболевания кишечника в период выздоровления как переход к рациональному питанию; хронические заболевания кишечника в период затухания обострения, а также вне обострения |
| Стол № 5  | Заболевания печени, желчного пузыря, желчевыводящих путей и панкреатите вне стадии обострения                                                                                    |
| Стол № 5а | Хронические панкреатиты |
| Стол № 6  | Подагра, почечнокаменная болезнь с отхождением камней, состоящих преимущественно из уратов                                                                                       |
| Стол № 7  | Хронические заболевания почек с отсутствием явлений хронической почечной недостаточности                                                                                         |
| Стол № 7а | Острые почечные заболевания (нефрит острый или его обострения) |
| Стол № 7б | Затихание острого воспалительного процесса в почках |
| Стол № 8  | Ожирение как основное заболевание или сопутствующие при других болезнях, не требующие специальных диет                                                                           |
| Стол № 9  | Сахарный диабет средней и легкой тяжести |
| Стол № 10 | Заболевания сердечно-сосудистой системы с недостаточностью кровообращения степени I—IIA                                                                                          |
| Стол № 11 | Туберкулёз лёгких, костей, лимфатических узлов, суставов при нерезком обострении или затухании, истощение после инфекционных болезней, операций, травм                           |
| Стол № 12 | Функциональные заболевания нервной системы |
| Стол № 13 | Острые инфекционные заболевания |
| Стол № 14 | Мочекаменная болезнь (фосфатурия) |
| Стол № 15 | Различные заболевания, не требующие специальных лечебных диет |